# Осман Олджай
Осман Есім Олджай (тур. Osman Olcay; 17 січня 1924, Стамбул — 12 вересня 2010, Анкара) — турецький дипломат. Постійний представник Туреччини при Організації Об'єднаних Націй (1972—1975); Міністр закордонних справ Турецької Республіки (1971).

## Життєпис
Народився 17 січня 1924 року в Стамбулі. Закінчив університет Святого Йосипа Франсіза Лісезі та факультет політичних наук Університету Анкари. Володіє турецькою, французькою та англійською мовами.
На дипломатичній роботі у Міністерстві закордонних справ Туреччини. У 1947 році третій писар, третій клерк і канцлер Генерального консульства Лондона, віце-консул, другий секретар в Лондонському посольстві в 1951 році. Діловод, у відділі господарських справ 1952 р. Другий клерк, головний секретар, секретар центрального посольства в Постійному представництві Туреччини при Північноатлантичному пакті в 1954 році, перший секретар посольства. Працював в турецькому контингенті НАТО. У 1964—1966 рр. — посол у Фінляндії, у 1966—1968 рр. — посол в Індії. У 1968 році був призначений першим заступником Генерального секретаря НАТО. З березня 1971 по грудень 1971 рр. — держсекретар у першому кабінеті прем'єр-міністра Ніхата Еріма. У 1972—1975 рр. — Постійний представник Туреччини при Організації Об'єднаних Націй. У період з 1978 по 1988 рік він був постійним представником Туреччини при НАТО. У 1989 році вийшов на пенсію.